# Cihai

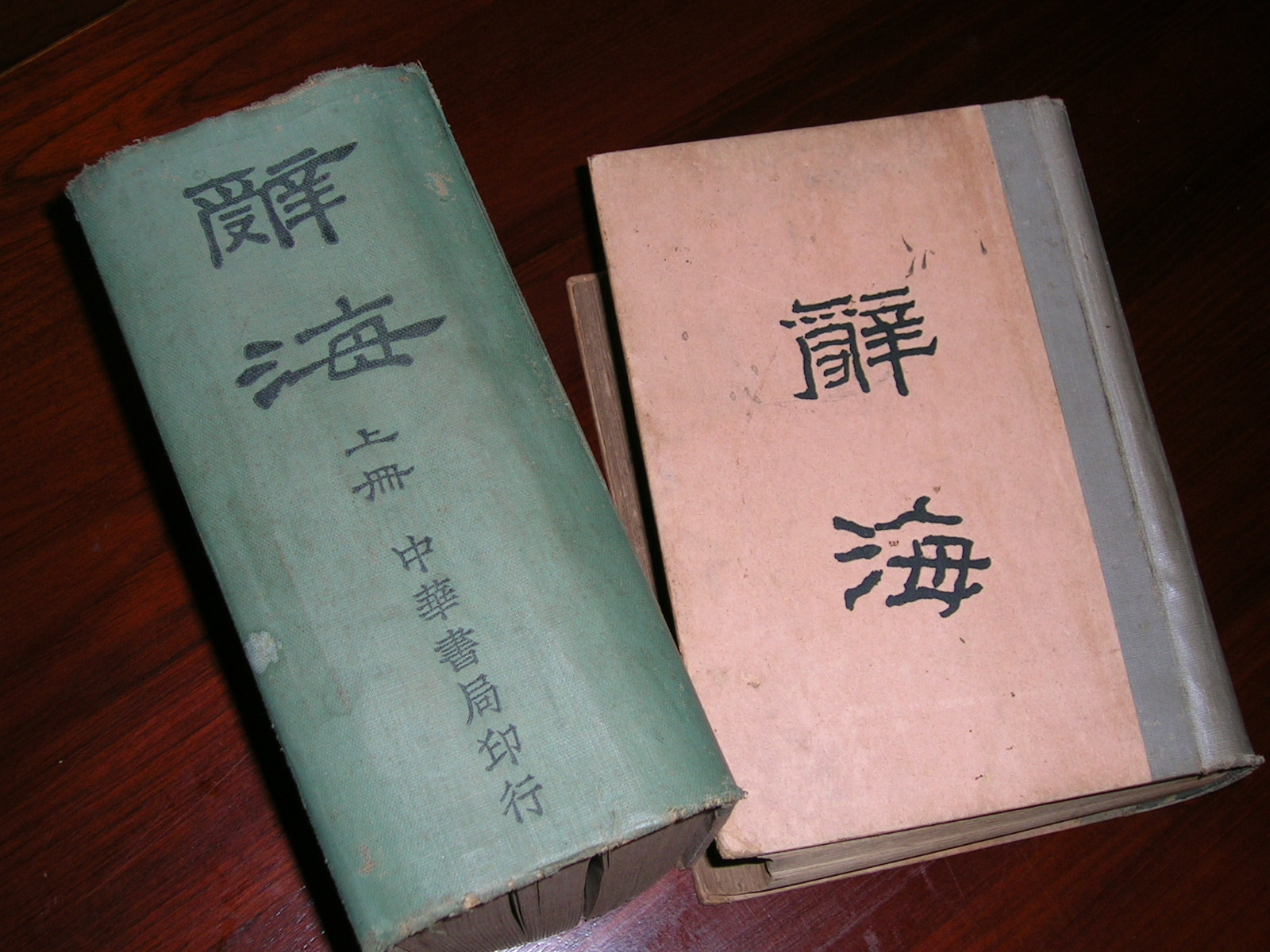
Ausgabe von Cihai aus dem Jahr 1937

Das Cihai (chinesisch 辭海 / 辞海 – „Meer der Wörter“) ist ein modernes umfassendes Lexikon und Wörterbuch für einzelne Schriftzeichen und mehrsilbige Begriffe der chinesischen Sprache.
Es wurde erstmals 1936 von Shu Xincheng (舒新城) kompiliert und im Verlag Zhonghua Shuju in Shanghai herausgegeben. In quasi-enzyklopädischer Manier behandelt es verschiedene Wissensgebiete: Naturwissenschaften, Philosophie, Geschichte und viele andere mehr.
Das Cihai ist das populärste und für viele Wissensbereiche normativ maßgebliche Lexikon in China und eines der wichtigsten modernen Hilfsmittel der westlichen Sinologie.
Das Werk wurde mehrfach revidiert. Seine jüngste Ausgabe erschien im Verlag Shanghai Cishu Chubanshe (上海辞书出版社) und ordnet den Wortbestand erstmals in alphabetischer Reihenfolge nach der Pinyin-Romanisierung an.
Das Da Cihai (大辞海 – „Das große Meer der Wörter“) ist die vergrößerte Ausgabe des Cihai, die 2002 veröffentlicht und zuletzt Ende 2008 aktualisiert wurde.

## Inhalt
Das Cihai enthält Vokabular aus verschiedenen Bereichen, wie z. B. Philosophie, Geschichte, Medizin, Recht, Chemie, Religion, Mathematik und andere Bereiche, und damit ein umfassendes enzyklopädisches Wörterbuch.
Die Cihai-Ausgabe von 2009 enthält ungefähr 127.000 Begriffe und 22 Millionen Wörter, was einer Erweiterung von 10 % hinbezüglich der 1999er-Ausgabe entspricht. Es enthält zudem mehr als 18.000 Farbfotos.
Die Da-Cihai-Ausgabe von Ende 2008 enthält ungefähr 300.000 Begriffe und 500 Millionen Wörter in 38 Bänden. Die Thematik befasst sich vor allem mit Philosophie, Medizin, Recht, Linguistik, physikalischer und chemischer Mechanik, chinesischer Geschichte, chinesischer Literatur, Astronomie, Geowissenschaften, Umweltwissenschaften, ausländischer Literatur und Sport.

## Bibliographische Angaben
- Cihai („Meer der Wörter“), Shanghai cishu chubanshe, Shanghai 2002, ISBN 7-5326-0839-5